# Da Vinci Research Park
Le Da Vinci Research Park est un parc scientifique situé à Haren (1130)(commune de Bruxelles-Ville) et à Evere (1140) donc en région bruxelloise de part et d'autre du boulevard Léopold III.

## Histoire
Le parc scientifique a été créé[Quand ?] par la Société de développement pour la région de Bruxelles-Capitale (SDRB) et est géré par la Société Régionale d'Investissements de Bruxelles (SRIB), organismes d'intérêt public bruxellois.  Il s'agit d'un des 29 sites d'activités économiques créés par la SDRB ; aujourd'hui Citidev.
Le Da Vinci Research Park est implanté sur le site de l'ancienne plaine d'aviation militaire de Haren-Evere et de l'ancien aéroport civil de Haren où sont implantés le siège actuel de l'OTAN et le futur siège (courant 2017). 

## Vocation
Le Da Vinci Research Park accueille des sociétés innovantes, scientifiques, de recherche et de développement ayant vocation à travailler en partenariat avec les laboratoires et les chercheurs de l'Université libre de Bruxelles.
Le parc scientifique fournit une pépinière d'entreprises pour les entreprises spin-offs créées en aval de la recherche scientifique de l'université libre de Bruxelles.
48 entreprises sont implantées sur le site du parc scientifique, parmi lesquelles :
- Ascom-Hasler S.A., entreprise de télécommunications ;
- Aventis Pasteur, entreprise pharmaceutique ;
- Banksys, entreprise spécialisée dans le traitement des transactions électroniques ;
- Hewlett-Packard, entreprise d'informatique et de multimédia ;
- Honeywell Europe, entreprise active en aérospatiale ;
- Johnson & Johnson, entreprise pharmaceutique ;
- Orange Belgique, entreprise de télécommunications ;
- SABCA, société de construction aéronautique ;
- Texas Instruments, entreprise d'électronique ;
- Unisys, entreprise d'informatique et de la biométrie.

## Accès en transport en commun
- SNCB : Gare de Bordet
- STIB (arrêt Da Vinci) : 21, 55, 62, 65, 69 et 80
- De Lijn : 272 - 471